# Agent amortidor
|  | Aquest article tracta sobre una solució aquosa composta per d'ambdós àcid i base febles o la base i el seu conjugat. Vegeu-ne altres significats a «Dissolució amortidora». |

Un agent amortidor, en anglès: buffering agent, és un àcid o una base febles usats per mantenir l'acidesa (pH) d'una solució prop d'un valor escollit després de l'addició d'un altre àcid o una altra base. Això es fa per evitar un canvi ràpid del pH quan a la solució s'hi afegeixen àcids o bases. Els agents amortidors tenen propietats variables. Són importants en moltes aplicacions de la química incloent l'agricultura, processament d'aliments, bioquímica, medicina i la fotografia.
Un exemple d'agent amortidor en l'aspirina és l'agent amortidor com el MgO o el CaCO₃, els quals ajuden a mantenir l'equilibri enre l'àcid H-A (forma protonada) i la sal A- (forma desprotonada) de l'aspirina i passa a través de l'estòmca àcid dels pacients. La forma H-A de l'aspirina és una molècula covalent i és més absorbida en l'estómac, cosa que porta a la irritació. Les propietats antiàcides d'aquests agents amortidors ajuden a mantenir l'equilibri cap a la forma en sal reduint la quantitat d'àcid clorhídric en l'estómac .

## Funcionament d'un agent amortidor
La manera com funcionen els agents amortidors es pot veure calculant com poc canvia el pH de les dissolucions amortidores després d'afegir-hi àcids o bases fortes comparant-lo amb una dissolució no amortida. utilitzant l'equació de Henderson-Hasselbalch obtenim una expressió d'equilibri entre l'àcid i la base conjugada. El pH resultant d'aquesta combinació es pot trobar usant el Principi de Le Chatelier. Per al cas que les concentracions de l'àcid feble i la sal siguin iguals: 
{\displaystyle {\textrm {pH}}={\textrm {pK}}_{a}+\log \left({\frac {[{\textrm {A}}^{-}]}{[{\textrm {HA}}]}}\right)}
{\displaystyle {\textrm {pH}}={\textrm {pK}}_{a}+\log \left({\frac {mol{\textrm {A}}^{-}}{mol{\textrm {HA}}}}\right)}
{\displaystyle {\textrm {pH}}_{new}={\textrm {pK}}_{a}+\log \left({\frac {mol{\textrm {A}}^{-}+0.5mol{\textrm {A}}^{-}}{mol{\textrm {HA}}-0.5mol{\textrm {HA}}}}\right)}
{\displaystyle {\textrm {pH}}_{new}={\textrm {pK}}_{a}+\log \left({\frac {{\textrm {n}}+0.5{\textrm {n}}}{{\textrm {n}}-0.5{\textrm {n}}}}\right)}
{\displaystyle {\textrm {pH}}_{new}={\textrm {pK}}_{a}+\log \left({\frac {1.5{\textrm {n}}}{0.5{\textrm {n}}}}\right)}
{\displaystyle {\textrm {pH}}_{new}={\textrm {pK}}_{a}+\log \left({\frac {[{\textrm {A}}^{-}]_{original}}{[{\textrm {HA}}]_{original}}}\right)+\log \left(3\right)}

Per tant, si originàriament el pKa = 7 i [HA] = [A-], aleshores el pH canviarà de 7,0 a 7,5 després d'afegir una base forta que redueixi a la meitat el [HA] i afegeix la meitat a [A-]. Una addició similar de 0,001 mol de NaOH en un lire d'aigua no amortida el pH canviaria de 7 a 11.

## Exemples

### Agricultura
El fosfat de monopotassi (MKP) és un exemple d'agent amortidor. Quan s'aplica a un fertilitzant amb urea o amb fosfat biamònic, miniminitza les fluctuacions del pH que causen pèrdua de nitrogen i a la vegada proporciona el nutrient potassi.

### Humans
En humans els agents amortidors funcionen en homeostasi àcid base, són agents extracel·lulars (p.e., hidrogencarbonat, amoni) i també agents intracel·lulars (incloent proteïnes i fosfat).

### Xampús i detergents
La majoria dels xampús estan amortits i així resulten lleugerament àcids.